# Георг Август Мекленбург-Стрелицкий
Георг Август Мекленбург-Стрелицкий (нем. Georg August zu Mecklenburg; 16 августа 1748, Миров — 14 ноября 1785, Трнава) — герцог Мекленбург-Стрелицкий, член Мекленбургского дома, а также английский матрос и австрийский генерал.

## Юность
Герцог Георг Август родился в Мирове, и был младшим ребёнком в семье герцога Карла Людвига Фридриха Мекленбург-Стрелицкого, принца Мировского, и его жены принцессы Елизаветы Альбертины Саксен-Гильдбурггаузенской. Его дед Адольф Фридрих II, герцог Мекленбург-Стрелицкий — основатель Дома Мекленбург-Стрелиц.
8 сентября 1761 года его старшая сестра Шарлотта вышла замуж за короля Англии Георга III. После свадьбы Георг Август переехал в Великобританию. Освоив английский язык, он вызвался служить в Королевском флоте. Принц прослужил два года в Военно-Морском флоте, затем ему пришлось уволиться из-за болезни, вызванной непривычным климатом и морской жизнью. Во время пребывания в Великобритании Георг Август получил степень доктора юридических наук.
Георг Август постепенно получил признание и любовь в Англии, и, хотя он сам являлся протестантом, он не одобрял политику страны, дискриминирующую и притесняющую католиков.

## На службе у императора
Оправившись от болезни, Георг Август некоторое время учился в Лейденском университете, затем ему было предложено пойти на службу королеве-императрице Марии Терезии Австрийской. Он принял предложение и был назначен подполковником. Он был произведен в ранг полковника после обращения сослуживца к императрице Марии Терезии, что герцог Георг Август находится на одном уровне иерархии вместе с офицерами, которые находятся на более низкой ступени социальной лестницы, и что было несправедливо забыто о его происхождении как немецкого принца. Императрица, которая была обеспокоена тем, что Георг Август был всего лишь подполковником в её армии, ответила содействием на ходатайство ему звания полковника после этой жалобы его сослуживца, который отзывался о нём как о хорошем офицере.
Георг Август продолжил своё продвижение по службе: через некоторое время после того, как стал полковником, он был произведен в генералы от кавалерии и был удостоен различных почестей. В 1780 году он был повышен до ранга бригадного генерала и был назначен инспектором двух карабинерских полков. Георг Август получил похвалу австрийского фельдмаршала барона Эрнста фон Гидеон Лаудон в 1782 году после проведения манёвров армии в Праге с 50 000 человек пехоты и кавалерии.
Герцог Георг Август не был женат и умер в Трнаве в Венгрии в возрасте 37 лет и был похоронен на родине в иоаннитской церкви в Мирове.

## Отдельные свидетельства
1. ↑ Иоганн Генрих Фридрих Берлиен: Орден Слонов и его рыцари. Копенгаген: самоиздание, 1846 г., стр. 107